# 娄宿三
婁宿三，是黃道星座白羊座的最亮星；西洋俗稱是白羊座α星（Alpha Arietis，縮寫為α Ari），固有名稱為Hamal。
它的視星等為2.0列名在恆星亮度列表中</ref>，根據天體測量依巴谷衛星所做的視差測量，婁宿三與地球的距離大約是65.8光年（20.2秒差距） 。他是一顆巨星，可能有一顆質量比木星略大的熱木星行星在軌道上環繞著。

## 名稱
白羊座α（Alpha Arietis）是拜耳命名法的名稱，在佛氏命名法的名稱是白羊座13（13 Arietis）。固有名稱是Hamal（也可以寫成Hemal、Hamul、Ras Hammel），是由阿拉伯的‎ rās al-ħamal，意思為"公羊的頭"，擴充而及於整個星座稱為Al Ħamal，也就是"公羊"的意思。在2016年，國際天文學聯合會的IAU恆星名稱工作組（WGSN）開始建立目錄，給予恆星適當的標準名字。WGSN在2016年7月的第一份公報包括了最初兩批經過核定的恆星名稱，其中就確定婁宿三的名稱為Hamal。
婁宿三（Lóu Su sān）是中國星官婁宿的第三顆恆星。這個星官包含婁宿一（白羊座β）、婁宿二（白羊座γ）和婁宿三

## 性質
這顆恆星的光學頻譜與恆星光譜的K2 III Ca-1吻合，光度等級是III，而在恆星演化過程中已經是顆耗盡了核心氫燃料的巨星，現在已經位在紅巨星分支分類中的'Ca-1'表明他的光譜中含有比正常微弱的鈣吸收譜線。自1943年以來，這顆恆星的光學頻譜成為其他恆星分類的穩定依靠點之一。估計它的質量比太陽多50%，而天文干涉儀測量顯示它的直徑比太陽大15%。儘管它的周長增大，但這顆恆星在赤道的自轉依然比太陽稍快，具有3.44公里s1的投射自轉速度。
婁宿三從它的外層輻射的光度大約是太陽的91倍，而其有效溫度是4,480K。這是比太陽表面還要涼爽的溫度，使它散發出K型恆星的橙色色調輝光。它被懷疑是顆光度輕微變化的變星，振幅為0.06星等。除了氫和氦之外的其它元素豐度，天文學家所說的金屬量，只有太陽的一半左右。
在2011年，李炳哲等人報導，根據韓國Bohyunsan光學天文台使用徑向速度測量法在2003年和2010年的測量結果，可能有一顆行星在軌道上環繞這顆恆星。估計該物體的軌道週期為381天，軌道離心率0.25。這個物體的質量下限是木星質量的1.8倍。估計這顆行星軌道的半長軸是1.2天文單位，近星點距離可能是0.9天文單位，而遠星點距離可能是1.5天文單位。相較之下，母恆星的半徑是0.07天文單位。
| 成員 (依恆星距離) | 质量           | 半長軸 (AU) | 轨道周期 (天) | 離心率      | 傾角 | 半径 |
| ----------------- | -------------- | ----------- | ------------- | ----------- | ---- | ---- |
| b                 | ≥ 1.8 ± 0.2 MJ | 1.2         | 380.8 ± 0.3   | 0.25 ± 0.03 | —    | —    |

## 文化
婁宿三的重要性不是因為它的光度，而是取決它在地球環繞太陽軌道上的位置。在公元前2000年至1000年，太陽在地球的星空中所顯現路徑的春分點，標記北半球春天開始的點，落在白羊座的北部。這就是為什麼現在媒體上有關占星術的專欄報導，都是以白羊座做為起點。當春分點已經因為歲差移動到雙魚座 ，因為婁宿三顯然是人類首度研究夜空時的一個重要地方，迄今依然被認為是靠近春分點的最亮星。目前（曆元2000.0），它的赤緯幾乎依然與北回歸線的緯度完全一致，這意味著即使太陽不在附近，依然可以用它來找到這條假想線的位置。
婁宿三英文名字的另一種拼法，Hamul，被美國海軍用來命名艦艇：USS Hamul (AD-20)。

## 外部連結
- Jean Schneider. . Extrasolar Planets Encyclopaedia. 2011  [12 October 2011]. （原始内容存档于2012-06-16）.
- GJ 84.3 （页面存档备份，存于）, entry in the Gliese–Jahreiß catalogue (Preliminary Version of the Third Catalogue of Nearby Stars, W. Gliese and H. Jahreiss, 1991, CDS ID V/70A（页面存档备份，存于）.)
- Image of Hamal from Aladin.
- The Constellations and Named Stars, Purple Hell.
- Renamed "Lesley Hughes 50" on the 29-03-2016 at the Star Registration database （页面存档备份，存于）